# تورماش
تورماش (به مجاری:  Tormás) یک منطقهٔ مسکونی در مجارستان است که در ناحیه هدی‌هات واقع شده‌است.